# De Tomaso Pantera
El De Tomaso Pantera es un automóvil deportivo biplaza con motor central-trasero y de tracción trasera, producido por el fabricante italiano De Tomaso entre 1971 y 1992.

## Origen

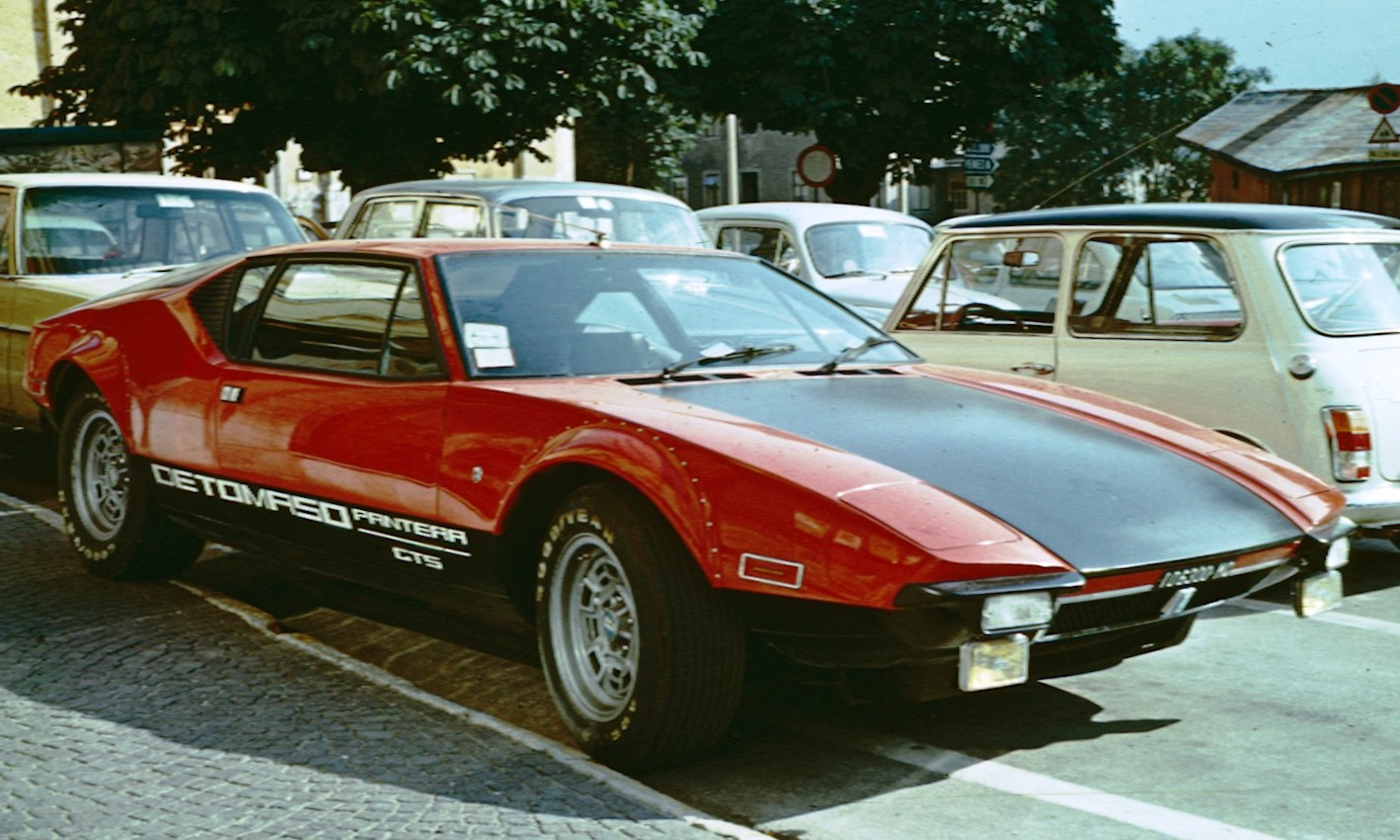
En Cortina d'Ampezzo en 1973.

La existencia de este deportivo se debió gracias al empresario argentino establecido en Italia Alejandro de Tomaso.
En 1969, Ford Motor Company buscaba una marca italiana fabricante de deportivos para comprar. Años antes Enzo Ferrari había rechazado la oferta, pero con De Tomaso hubo acuerdo. De Tomaso enseñó a los inversores estadounidenses su nuevo prototipo: el Pantera, que encajaba en los planes de dicha marca. Ford adquirió un importante paquete de acciones de la marca italiana, suministraría motores a la misma y se encargaría de la distribución del nuevo modelo en los Estados Unidos. Con todo esto se pretendía conseguir un deportivo de coste razonable de alrededor de unos US$10 000 (equivalente a $83 085 en 2023), capaz de competir con el Chevrolet Corvette de su rival General Motors.
Finalmente, el Pantera debutó ante el público en Módena en marzo de 1970 y unas pocas semanas después, fue presentado eventualmente en el Salón del Automóvil de Nueva York organizado en ese mismo año.

## Diseño
Su línea es obra del diseñador estadounidense de origen neerlandés Tom Tjaarda, un empleado del carrocero Ghia, mientras que de la mecánica se ocupó Gian Paolo Dallara. El resultado fue un deportivo de aspecto agresivo al más puro estilo italiano, justo lo que se demandaba al otro lado del Atlántico.
En 1990 se le hizo un cambio de estilo, del cual se ocupó el diseñador italiano Marcello Gandini. El motor era igual que el de su predecesor, pero tenía una cilindrada de 4942 cm³ (4,9 L; 301,6 plg³) y una potencia máxima de 300 HP (304 CV; 224 kW).

## Especificaciones
Estaba equipado con el motor V8 Cleveland de origen Ford de 5766 cm³ (5,8 L; 351,9 plg³) naturalmente aspirado, el mismo encontrado en el Ford Mustang de la época. Este proporcionaba entre 285 HP (289 CV; 213 kW) y 345 HP (350 CV; 257 kW), según las versiones. En años posteriores, la potencia llegó incluso hasta los 500 HP (507 CV; 373 kW) en la versión de carreras GT4. La potencia se transmitía a través de una transmisión transaxle heredada del Ford GT40.
| Datos técnicos:        | Base de 1991                           | L de 1971                              | GT5 S de 1988                          |
| ---------------------- | -------------------------------------- | -------------------------------------- | -------------------------------------- |
| Distribución           | OHV 2 válvulas por cilindro            | OHV 2 válvulas por cilindro            | OHV 2 válvulas por cilindro            |
| Cilindrada             | Windsor 4942 cm³ (4,9 L; 301,6 plg³)   | Cleveland 5766 cm³ (5,8 L; 351,9 plg³) | Cleveland 5766 cm³ (5,8 L; 351,9 plg³) |
| Diámetro x carrera     | 101,6 x 76,2 mm (4,00 x 3,00 pulgadas) | 101,6 x 88,9 mm (4,00 x 3,50 pulgadas) | 101,6 x 88,9 mm (4,00 x 3,50 pulgadas) |
| Alimentación           | Inyección indirecta                    | Carburador Autolite de 4 gargantas     | Carburador Holley de 4 gargantas       |
| Relación de compresión | 11.0:1                                 | 8.5:1                                  | 9.5:1                                  |
| Potencia máxima        | 300 HP (304 CV; 224 kW) @ 5800 rpm     | 310 HP (314 CV; 231 kW) @ 6000 rpm     | 345 HP (350 CV; 257 kW) @ 6000 rpm     |
| Par máximo             | 333 lb·pie (451 N·m) @ 3700 rpm        | 355 lb·pie (481 N·m) @ 4000 rpm        | 333 lb·pie (451 N·m) @ 3800 rpm        |
| Peso                   | 1490 kg (3285 libras)                  | 1417 kg (3124 libras)                  | 1474 kg (3250 libras)                  |

## Chasis
Su chasis es un monocasco de acero, siendo el primer De Tomaso en usar dicha técnica. El resto de la mecánica estaba al nivel esperado, con suspensiones independientes derivadas de la competición, tanto en el eje delantero como trasero, diferencial de deslizamiento limitado, frenos de disco ventilados o unos rines de magnesio provistos por Campagnolo. Tenía una mecánica avanzada en la que, en las primeras unidades producidas, se manifestaron abundantes fallos de calidad que lastraron su imagen.

## Producción y valoración

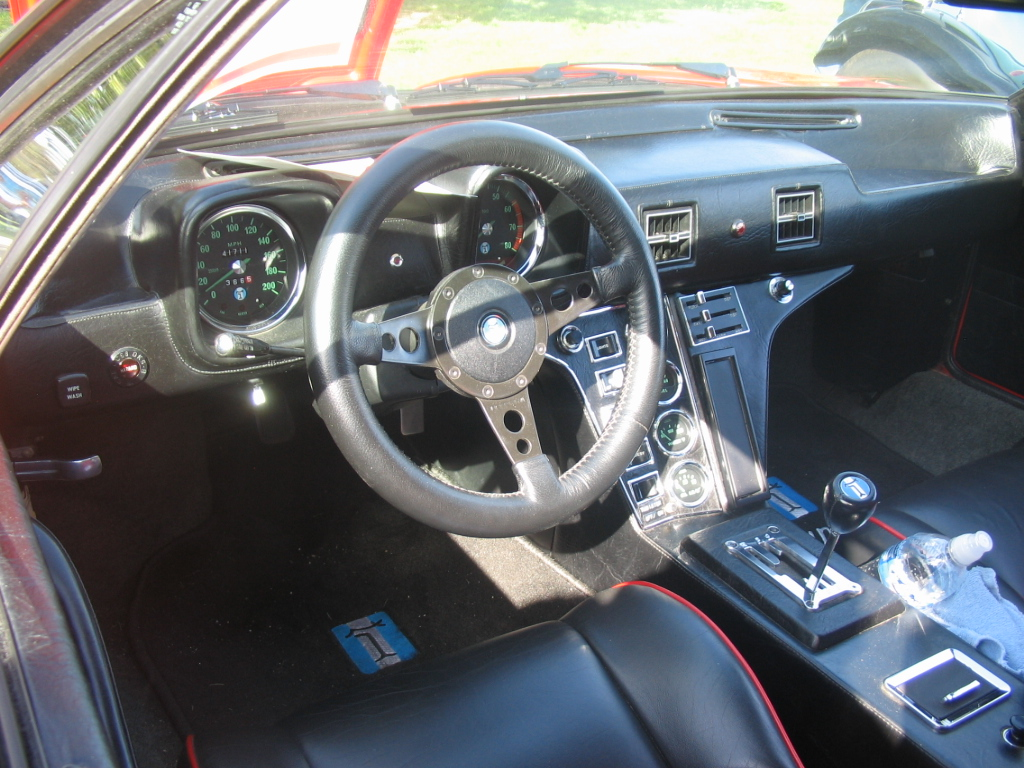
Interior de un modelo 1972.

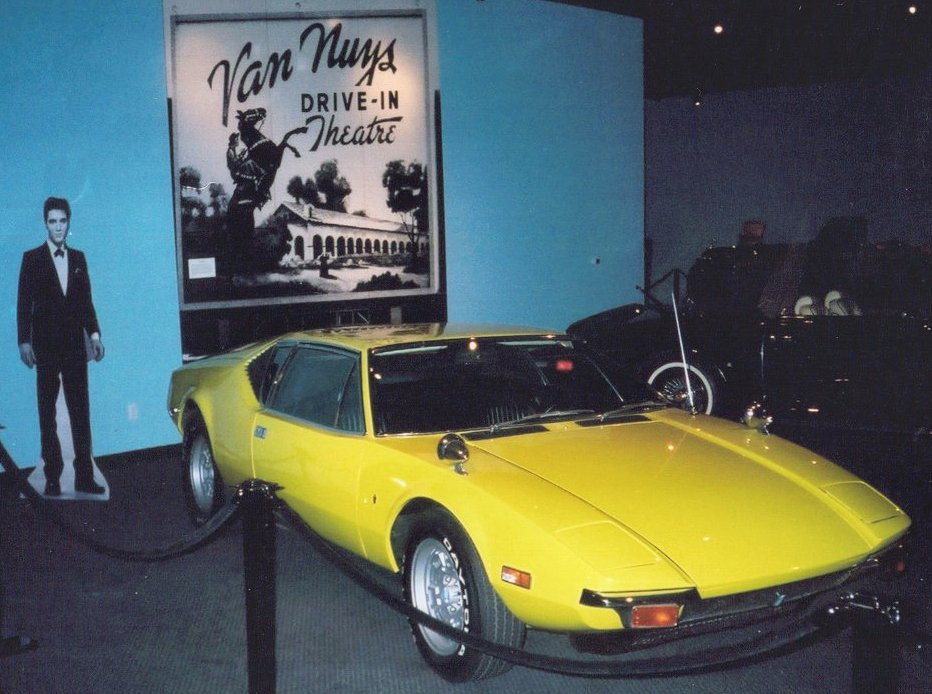
El Pantera que perteneció a Elvis Presley, en el Petersen Automotive Museum.

Llegó al mercado estadounidense a través de la red de concesionarios de las divisiones Lincoln-Mercury de Ford. Unas 6000 unidades fueron a Estados Unidos entre 1971 y 1974, cifra bastante respetable para un coche de estas características. En 1974 las ventas bajaron, debido a la crisis del petróleo de 1973 y se rompió el acuerdo de distribución con Ford, por lo que De Tomaso retomó el control de su compañía y siguió con la producción del Pantera hasta 1991, aunque a un ritmo de producción mucho menor, de unas 50 unidades anuales. En 1992 fue entregada la última unidad a un cliente alemán.
Durante sus 20 años en producción, se llegó a fabricar un total de 7260 unidades, una cifra considerable para un coche tan exótico. Esto hace que su cotización no sea demasiado alta, ya que en Estados Unidos pueden hallarse algunas unidades desde los US$50 000, un precio no muy alto en comparación con otros coches clásicos más cotizados.

## En competición
Hubo quien lo utilizó en competición, aunque nunca obtuvo grandes victorias hizo un papel aceptable. Entre sus mejores actuaciones pueden destacarse el tercer puesto obtenido en las 6 Horas de Vallelunga de 1977 o la novena plaza obtenida en las 24 Horas de Le Mans de 1979.

## En la cultura popular
Famosa es la anécdota de Elvis Presley y su Pantera, al que disparó enfadado porque este se negaba a arrancar.
Ha aparecido en las películas: Cannonball de 1976, Banzai Runner de 1987 y Fast Five de 2011.